# Augustin Tine
Augustin Tine est un homme politique sénégalais, ministre des Forces armées pendant 7 ans (avril 2012 jusqu’en avril 2019). Il est nommé ministre directeur de cabinet du président de la république depuis le 7 avril 2019.

## Biographie
Catholique, il entre au petit séminaire de Ngazobil en 6e et poursuit ses études secondaires comme séminariste au collège Saint Gabriel de Thiès de la seconde à la terminale. Renonçant à la prêtrise, il obtient un baccalauréat de la série D au collège Saint-Gabriel de Thiès.
Il est ensuite diplômé en 1979 en chirurgie dentaire à l'Université de Dakar et est affecté à l’hôpital régional El hadji Ibrahima Niasse de Kaolack. Après 15 ans d'expérience, il démissionne et ouvre son cabinet dans la même ville en 1995.
Augustin Tine fut initié à la politique par son père Clémént Samba TINE qui était le secrétaire de la section PS de Fandène mais, il a toujours été un militant libéral. Par la suite, en 1999, il s'approchera de son oncle et aîné Eugène Pascal Ndione, premier militant du PDS à Fandène. Il milita alors au Parti démocratique sénégalais dont il est le responsable dans la communauté rurale de Fandène, en pays sérère. Mais, en désaccord avec la politique d'Abdoulaye Wade à partir de 2000, il s'oppose à la direction de son parti. Isolé à Fandène par Saliou Mbaye, il démissionne du PDS et soutient Macky Sall au sein de l'Alliance pour la République (APR).
Il est nommé ministre des Forces armées dans le gouvernement Mbaye le 4 avril 2012, conforté lors du remaniement du 29 octobre suivant par le rang de numéro 2 du gouvernement. Son principal dossier est la gestion du conflit en Casamance.
Passionné de football et militant associatif, il fut président de l’Association des ressortissants de la communauté rurale de Fandène.